# Роземан фон Изенбург-Кемпених
Роземан фон Изенбург-Кемпених (на немски: Rosemann von Isenburg-Kempenich; † сл. 1264) е господар на Изенбург-Кемпених.
Той е вторият син на Ремболд фон Изенбург-Кемпених († ок. 1220) и съпругата му Хедвиг фон Вид-Кемпених, дъщеря на Дитрих фон Кемпених († сл. 1181) и Юта фон Мюленарк († ок. 1190). Брат е на кръстоносеца Салентин I († сл. 1219), Дитрих II († 1251) и на Кристина († 1283), омъжена за граф Марквард I фон Золмс († 1255).

## Фамилия
Роземан фон Изенбург-Кемпених се жени за Кунигунда (Концея) фон Бюдинген († сл. 1248), дъщеря на Герлах II фон Бюдинген, бургграф на Гелнхаузен († 1245) и Мехтхилд фон Цигенхайн († 1229). Те имат една дъщеря:
- Елиза фон Изенбург-Кемпених († сл. 1248), омъжена за Дитрих II фон Милендонк († сл. 1250)